# 許國翰
許國翰（16世紀—17世紀），字柱宇，號岚雅，陝西西安府涇陽縣人，明末清初政治人物。

## 生平
許國翰是萬曆四十六年（1618年）戊午科舉人，天啟二年（1622年）成壬戌科進士，授河南儀封知縣，任內設置義倉，並節省三千八百河金。四年本省同考，五年调河内县。
崇祯元年（1628年），升礼部祠祭司主事，四年升员外、郎中。之後升任湖广上荊南兵備道参议兼僉事，在當地訓練水兵、焚燒賊船，清除洞庭湖一帶的流寇；崇禎七年（1634年）以丁忧归。九年起补，轉為山東兗東兵河道副使後，仿傚衛青、戚繼光的武剛車、鴛鴦牌戰術，用豐厚報酬雇用鄉勇參軍，令該處不受賊人劫掠。十年升河南参政，十一年仍留山东沂州道，十二年升易州道山西按察使，十三年革职。
弘光年間，許國翰改任上江防參議，不久降清，擔任易州兵備道，後事不詳。